# Chiavenna
Chiavenna (Ciavéna in dialetto chiavennasco,  in romancio, Cläven in tedesco) è un comune italiano di 7 229 abitanti della provincia di Sondrio in Lombardia, situato al centro della valle omonima.
In passato fu importante centro strategico nel cuore della Rezia, sulla strada tra la Pianura Padana e il bacino del Reno, mentre ora è un rinomato luogo turistico, famoso soprattutto per i suoi crotti, l'unico in provincia di Sondrio ad avere ottenuto il riconoscimento di bandiera arancione del Touring Club Italiano, un marchio di qualità turistico-ambientale conferito ai piccoli comuni dell'entroterra italiano.

## Geografia fisica
Chiavenna è collocata a nord del Lago di Como, sul fiume Mera, poco a monte della confluenza in esso del torrente Liro, al bivio delle strade per i passi dello Spluga (Val San Giacomo) e del Maloggia (Val Bregaglia). La Valchiavenna (o Piano di Chiavenna), originariamente occupata dal ramo settentrionale del Lario, si origina proprio da questo punto, prendendo il nome dal capoluogo.

### Territorio
La collocazione di Chiavenna, tra i due fianchi della Val Bregaglia con uno sbocco sul Piano, ha favorito la diversificazione delle attività. L'agricoltura di montagna per lungo tempo ha caratterizzato il paesaggio con i terrazzamenti sui fianchi della Val Bregaglia, per poi declinare nell'ultimo trentennio del XX secolo con lo spostamento verso valle delle popolazioni di Uschione e Pianazzola e il graduale ritorno dei boschi.
La protoindustrializzazione della zona ha tratto giovamento dallo sfruttamento delle acque della Mera grazie ad un sistema di prese e mulini, che hanno consentito diverse attività prima dell'avvento dell'energia elettrica su larga scala. Il Piano di Chiavenna, soggetto a notevoli alluvioni, fu bonificato a cavallo del XIX e del XX secolo, consentendo quindi lo sfruttamento intensivo per l'agricoltura e l'allevamento di bestiame. Attualmente le uniche zone verdi in pianura rimangono quelle dei Raschi, a cavallo della confluenza di Liro e Mera.

### Clima
Secondo la classificazione del clima Köppen, Chiavenna è Cfb, ossia il clima è temperato umido con estate calda e piovosità annua significativa. Nonostante la posizione geografica contigua alle Alpi, Chiavenna risente positivamente della vicinanza al Lario e al Mezzola, distanti rispettivamente 22 km e 10 km.

## Origini del nome
Il toponimo deriva verosimilmente, secondo Giacomo Devoto, da un preromano ("mediterraneo") *clava, "località in un cono di deiezione" (forse in riferimento al Sengio o, localmente, Sénc); l'altra ipotesi, che derivi dal latino clavis "chiave" (nel senso di "chiave, accesso o passaggio per i valichi alpini" sostenuta da Carlo Salvioni, gode oggi di minor credito.

## Storia
Chiavenna ha origini romane. All'epoca l'insediamento abitativo, che era chiamato Clavenna, era attraversato da due strade romane, la via Regina, che collegava Chiavenna con il porto fluviale di Cremona, e la via Spluga, che collegava Milano con il passo dello Spluga.
Nel periodo romano fu probabilmente capoluogo dei Bergalei, aggregato in epoca imperiale al territorio di Como. Chiavenna era un importante nodo di comunicazione nord-sud grazie ai passi che collegano l'Italia con Coira e Monaco di Baviera. Fu attraverso uno di questi che Stilicone attraversò le Alpi d'inverno, impresa celebrata da Claudio Claudiano nell'opera De Bello Gothico (320-358).
Diventò successivamente uno dei più validi capisaldi bizantini contro i Franchi, padroni della Rezia. Venne poi sempre contesa per la sua evidente importanza strategica (si vedano a tal proposito episodi come la Presa di Chiavenna (1524)), cambiando spesso signore, finché fu unita, dopo la caduta della signoria sforzesca, alla Repubblica delle Tre Leghe dei Grigioni.
Durante quest'ultimo periodo, Chiavenna diventò un importante centro di diffusione del Protestantesimo, trovandovi molti riformatori e dissidenti religiosi italiani la sospirata libertà di culto, negata loro in Italia, a causa delle persecuzioni dell'Inquisizione. Fra essi si ricordano: Agostino Mainardi, Pietro Paolo Vergerio, Scipione Lentolo, Camillo Renato, Girolamo Zanchi ed altri ancora.
Con la Valtellina e con Bormio, dopo la Rivoluzione Francese, chiese di essere unita alla Repubblica Cisalpina, poi divenuta Regno d'Italia con Re Napoleone I e Viceré Eugenio di Beauharnais. A seguito della caduta di Napoleone, il Congresso di Vienna (1815) restituì la Lombardia all'Impero Austriaco che vi aveva regnato dal 1700. Chiavenna diventò un comune del Regno Lombardo-Veneto. In quell'epoca vennero aperte scuole elementari in ogni villaggio e l'insegnamento fu dichiarato obbligatorio anche per le femmine. Le lombarde e le venete furono così le prime italiane ad essere alfabetizzate, molto prima del resto di altre regioni. Fu durante il periodo del Regno Lombardo-Veneto che furono costruite l'audace strada dello Spluga e quella dello Stelvio.
Il livello della medicina all'Ospedale maggiore e degli altri ospedali fu portato al punto più elevato dell'aggiornamento scientifico del tempo.. Dopo l'annessione al Regno d'Italia (1860) rimarrà poi legata ai destini della Lombardia.
Il 1 maggio 1928 ignoti, per beffa, rovesciarono sul Mera dei fusti "di fucsina o di anilina", colorando in rosso le acque del fiume per commemorare la festività che il regime fascista aveva categoricamente proibito.

### Simboli
Lo stemma e il gonfalone sono stati concessi con DPR del 7 agosto 1990.
Il gonfalone è un drappo di bianco bordato di rosso.

### Onorificenze
.

## Monumenti e luoghi d'interesse

### Architetture religiose

#### Collegiata di San Lorenzo
Tra i monumenti più notevoli, vi è la maestosa collegiata di San Lorenzo, con porticato del '600, campanile cinquecentesco e battistero con fonte battesimale del 1156. Nel tesoro, la famosa Pace di Chiavenna, preziosissima opera di oreficeria, coperta di evangeliario in oro e gemme. Internamente, la collegiata ospita la tomba di suor Maria Laura Mainetti, beatificata nel 2021.

#### Altro
- Chiesa di Santa Maria in Borgonuovo
- Ex chiesetta di Santa Rosalia
- Chiesa di San Bartolomeo
- Ex chiesa di Sant'Antonio Abate
- Ex convento delle Agostiniane

### Architetture civili
- Portone vecchio in località Reguscio
- Portone di Santa Maria
- piazza Rodolfo Pestalozzi (in dialetto Canton) con al centro la cinquecentesca fontana ottagonale
- Palazzo Pestalozzi-Luna
- Ponte sul fiume Mera e statua di san Giovanni Nepomuceno
- Cort di àsen (corte degli asini)
- Palazzo Pestalozzi-Pollavini (sede della Comunità Montana della Valchiavenna)
- Gogna o berlina (piazzetta E. Ploncher)
- Piazza Crollalanza con fontana ottocentesca in pietra ollare
- Piazza San Pietro con fontana in pietra ollare eretta nel 1732 sotto il commissario grigione Lucio Guler di Weineck
- Palazzo Pestalozzi-Castelvetro
- Palazzo Salis
- Palazzo Balbiani (castello), riedificato nel 1930 a partire dai muri esterni di una precedente fortificazione del 1477 che, pochi anni dopo, era stata distrutta delle truppe grigionesi[15]
- Palazzo Balbiani
- Palazzo Pestalozzi-Quadrio

### Aree archeologiche e naturali
- Parco archeologico-botanico "Paradiso" sulle due rocche, sede del castello dall'alto Medioevo
- Parco delle marmitte dei giganti, che include un'area di rilevanza ambientale e la riserva naturale Marmitte dei giganti[16], situato poco fuori l'abitato di Chiavenna, sulle pendici del complesso montuoso che delimita ad est l'estremità superiore della Valchiavenna e a sud l'inizio della Val Bregaglia.

## Società

### Dialetto
A Chiavenna, oltre all'italiano, si parla il dialetto chiavennasco, influenzato dal comasco dell'Alto Lario e dal romancio del vicino Canton Grigioni, in Svizzera.

### Evoluzione demografica
Abitanti censiti

## Cultura

### Cucina
Tipici della zona sono:
- bresaola
- Violino di capra (presidio Slow Food)[18]
- pizzoccheri bianchi
- biscottini di Prosto
- torta fioretto
- vini locali

È possibile degustarli anche all'interno dei caratteristici crotti.

### Musei
- Galleria Storica dei Civici Pompieri della Valchiavenna
- Museo del Tesoro e Battistero[19]
- Parco archeologico botanico del Paradiso e Museo archeologico della Val Chiavenna[20]
- Museo degli scavi di Piuro, Belfòrt e Info Piuro Centro Multimediale[21]
- Mulino di Bottonera/Mulino Moro

### Eventi
Dal 1956 Chiavenna ospita la famosa Sagra dei Crotti durante il secondo weekend di settembre. Il successo della Sagra è enorme attirando ogni anno circa 30000 persone dall'Italia e dall'estero.
Altra manifestazione rilevante è il Dì de la Brisaola, che si svolge annualmente il primo weekend di ottobre. Organizzato a partire dal 2012, l'evento, che negli anni ha raggiunto grande popolarità, permette ai molti produttori locali di far assaporare al pubblico la famosa Brisaola tipica della Valchiavenna, oltre ad altri prodotti tipici; il tutto è accompagnato dall'arrivo di diverse Guggen Band locali e non, ad intrattenere e arricchire l'atmosfera.
Evento sportivo che richiama la partecipazione di atleti da tutto il mondo, è il Km verticale Chiavenna-Lagunc, tappa fissa (solitamente nel secondo weekend di ottobre) della Coppa del mondo di corsa in montagna. La competizione si svolge sulla distanza di 3.298 m con un dislivello positivo di 1.000 m certificati, percorso che detiene ancora oggi per quanto riguarda la categoria maschile, il record mondiale di Kilometro Verticale senza l'ausilio di nessun agente esterno quali bastoni o altro, ottenuto nel 2013 da Bernard Dematteis con 30'27".
In un ampio parcheggio chiamato Pratogiano ogni sabato si tiene un mercato settimanale.

## Infrastrutture e trasporti
Chiavenna è percorsa dal tracciato della strada statale 36, importante direttrice da Milano verso lo Spluga, nonché dalla strada statale 37 che conduce, tramite il Maloja, verso l'Engadina.
A livello ferroviario, Chiavenna è capolinea della linea Colico Chiavenna, costruita nel 1886. La conformazione della stazione ferroviaria lasciava aperta la possibilità di un prolungamento verso la Svizzera.

## Amministrazione

Gonfalone comunale

### Sindaci dal secondo dopoguerra
| Periodo | Periodo   | Primo cittadino     | Partito                             | Carica  | Note                                 |
| ------- | --------- | ------------------- | ----------------------------------- | ------- | ------------------------------------ |
| 1945    | [946      | Febo Zanon          | CLN (PSI)                           | Sindaco | Nominato dal CLN, apparteneva al PSI |
| 1946    | 1951      | Giuseppe Mosca      | DC                                  | Sindaco |                                      |
| 1951    | 1956      | Athos Valsecchi     | DC                                  | Sindaco |                                      |
| 1956    | 1960      | Ugo Galli           |                                     | Sindaco |                                      |
| 1960    | 1964      | Gino Giuriani       |                                     | Sindaco |                                      |
| 1964    | 1970      | Athos Valsecchi     |                                     | Sindaco |                                      |
| 1970    | 1975      | Aleandro Moro       |                                     | Sindaco |                                      |
| 1975    | 1985      | Arturo Succetti     |                                     | Sindaco | [ 23 ]                               |
| 1985    | 1995      | Virgilio Longoni    |                                     | Sindaco | [ 23 ]                               |
| 1995    | 2004      | Teresa Tognetti     | La Margherita, PD                   | Sindaco | [ 23 ]                               |
| 2004    | 2009      | Giampaolo Pozzoli   | Lista civica Rinnovamento           | Sindaco | [ 23 ]                               |
| 2009    | 2014      | Maurizio De Pedrini | Lista civica Rinnovamento Chiavenna | Sindaco | [ 23 ]                               |
| 2014    | 2019      | Luca Della Bitta    | Lista civica Vivi Chiavenna         | Sindaco | [ 23 ]                               |
| 2019    | 2024      | Luca Della Bitta    | Lista civica Vivi Chiavenna         | Sindaco | [ 23 ]                               |
| 2024    | in carica | Luca Della Bitta    | Lista civica Vivi Chiavenna         | Sindaco | [ 23 ]                               |

## Sport
Nel 2009 Chiavenna è stata sede di arrivo della 7ª tappa del Giro d'Italia.
Tappe del Giro d'Italia con arrivo a Chiavenna
| Anno | Tappa | Partenza        | km  | Vincitore di tappa   | Maglia rosa    |
| ---- | ----- | --------------- | --- | -------------------- | -------------- |
| 2009 | 7ª    | Innsbruck (AUT) | 244 | Edvald Boasson Hagen | Danilo Di Luca |

### Calcio
Chiavenna è sede di una squadra di calcio: la storica U.S. Chiavennese.

### Hockey su ghiaccio
Chiavenna è sede della squadra di hockey su ghiaccio Hockey Club Chiavenna.

### Pattinaggio sincronizzato su ghiaccio
Chiavenna è sede della squadra di pattinaggio sincronizzato Ice Diamonds.

## Galleria d'immagini

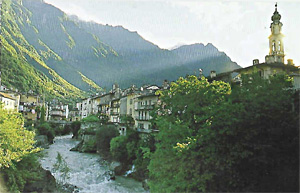
Veduta
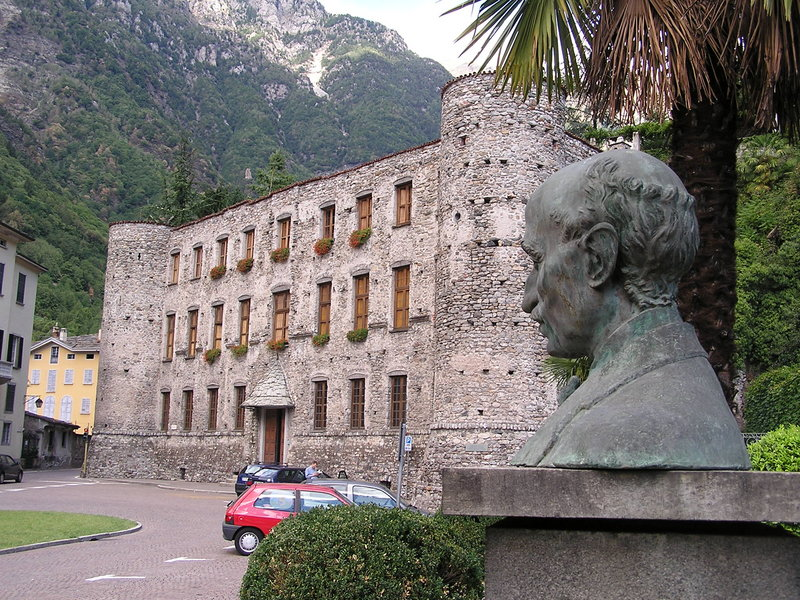
Palazzo Balbiani (il Castello)
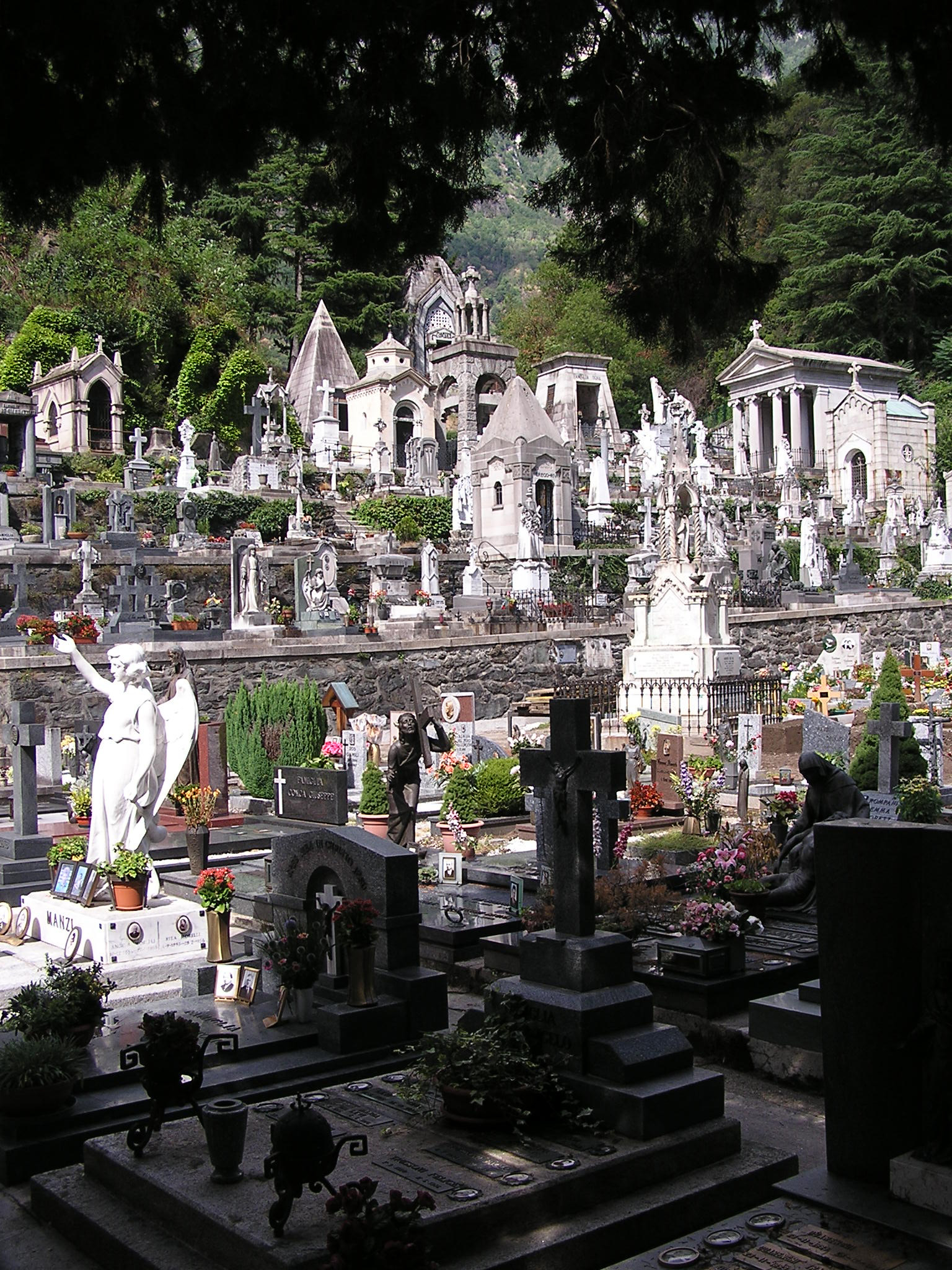
Cimitero
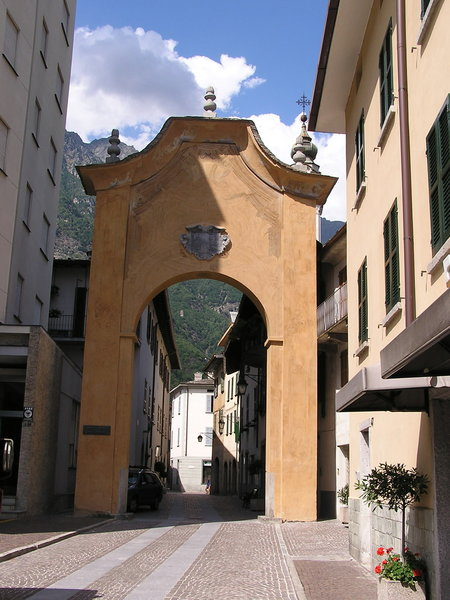
Porta Santa Maria
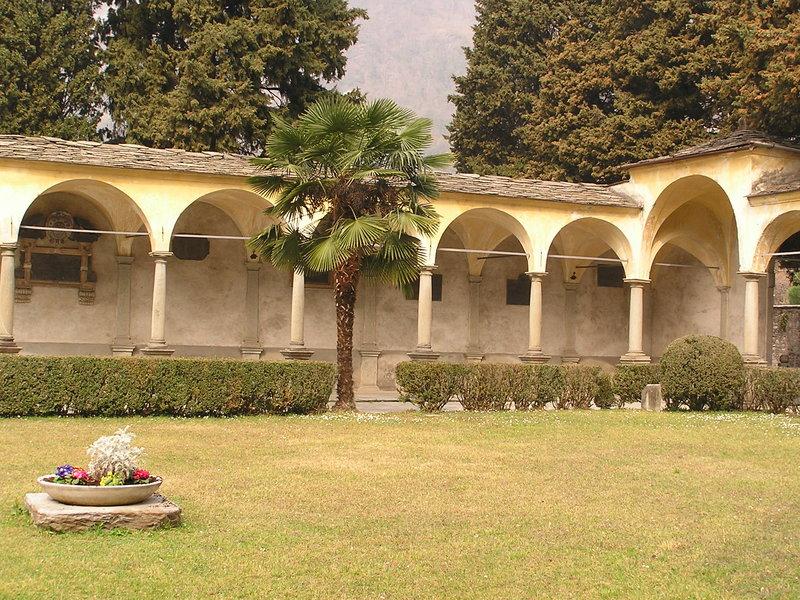
Chiostro di San Lorenzo
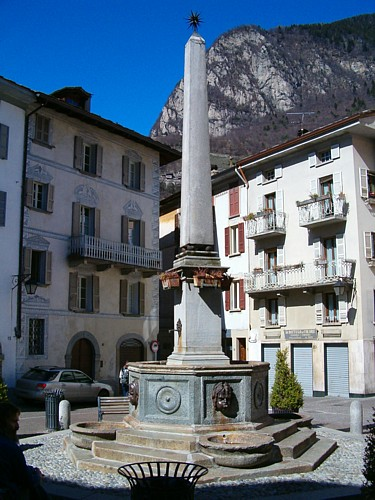
Piazza Pestalozzi
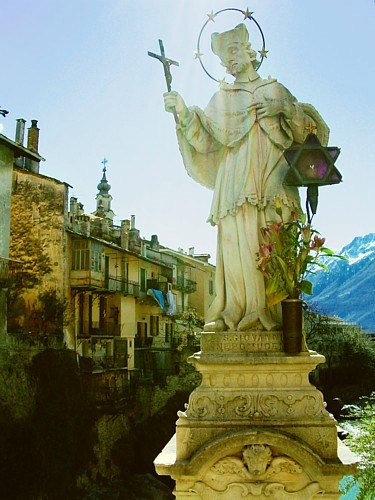
Ponte di San Giovanni Nepomuceno
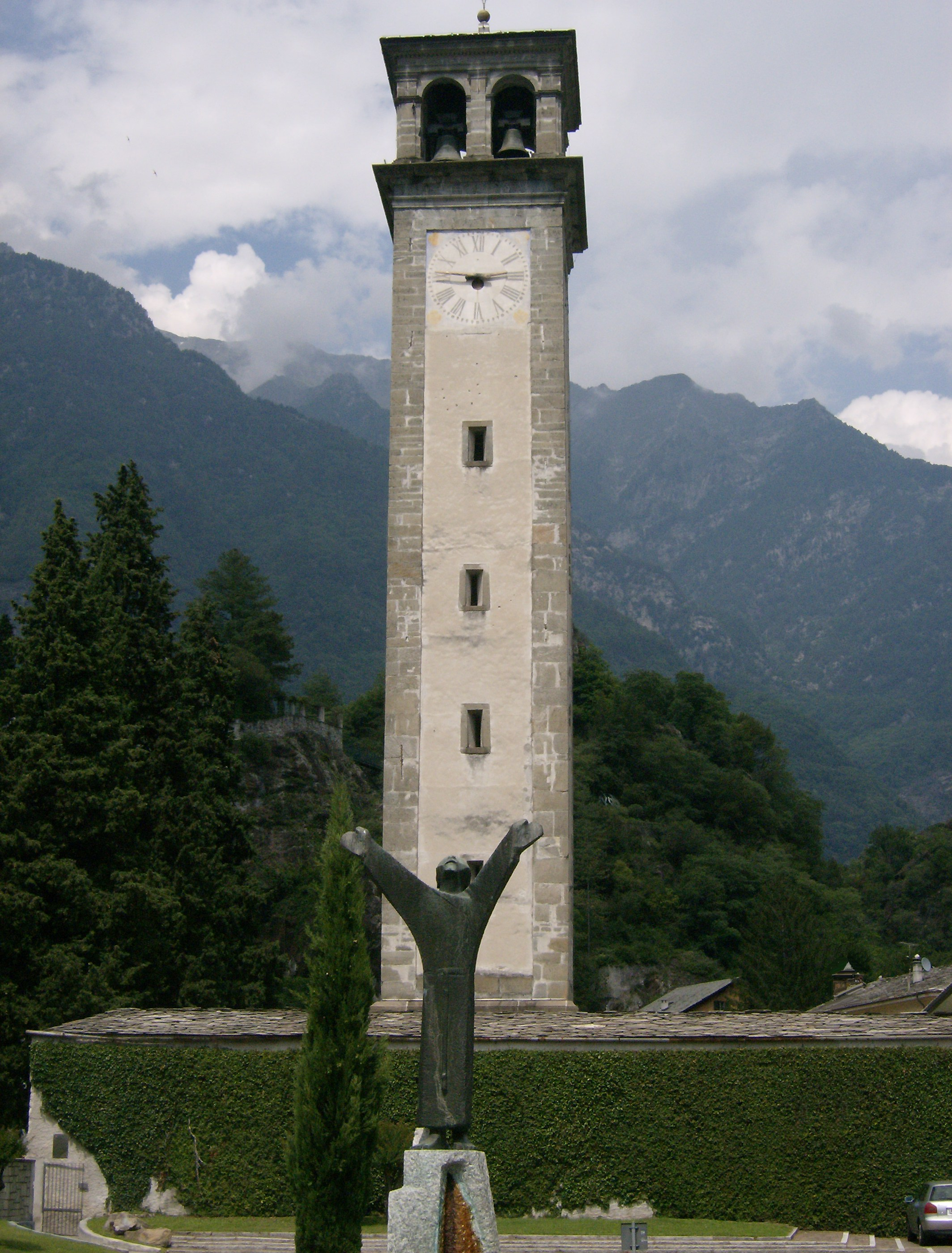
Campanile della Collegiata
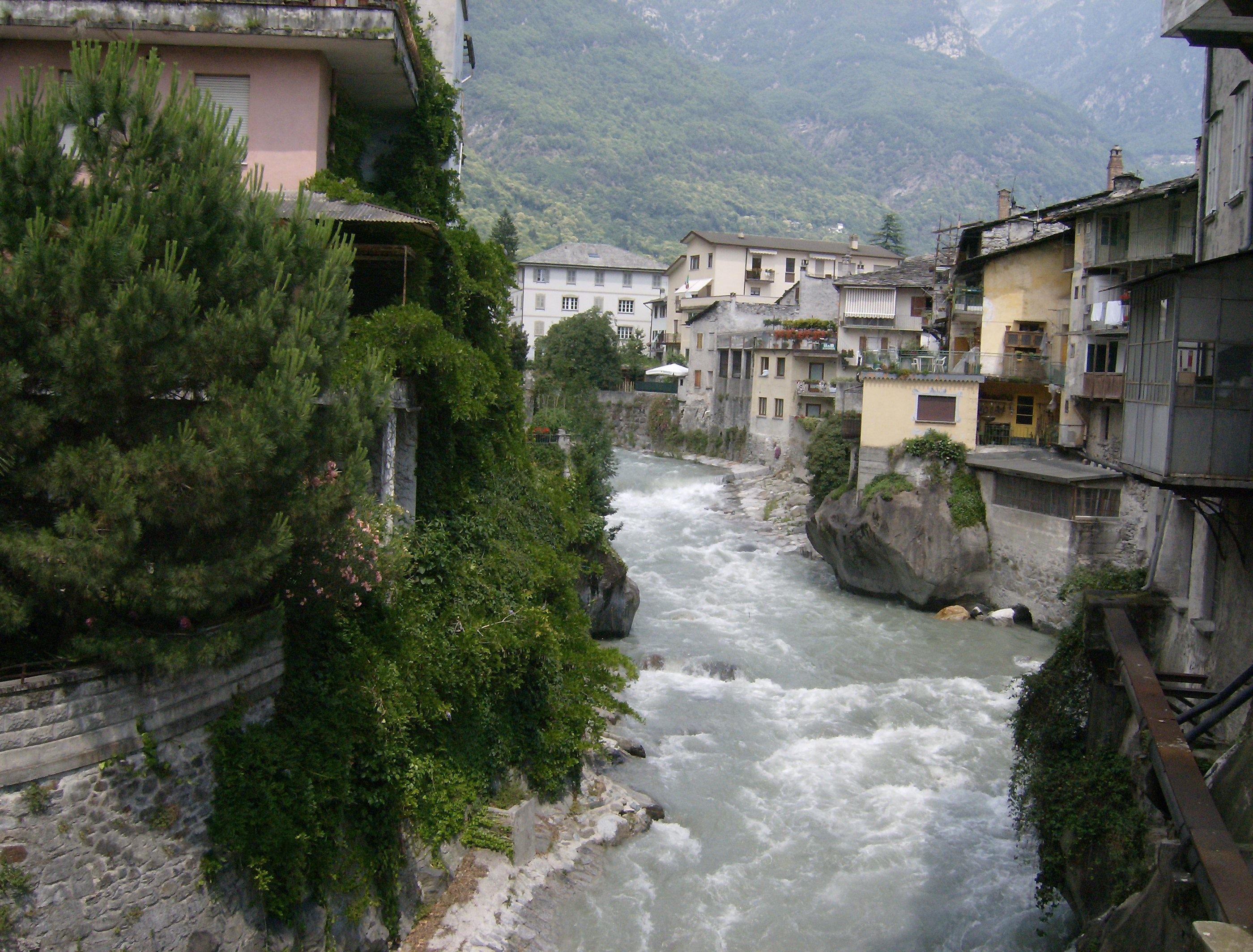
Fiume Mera
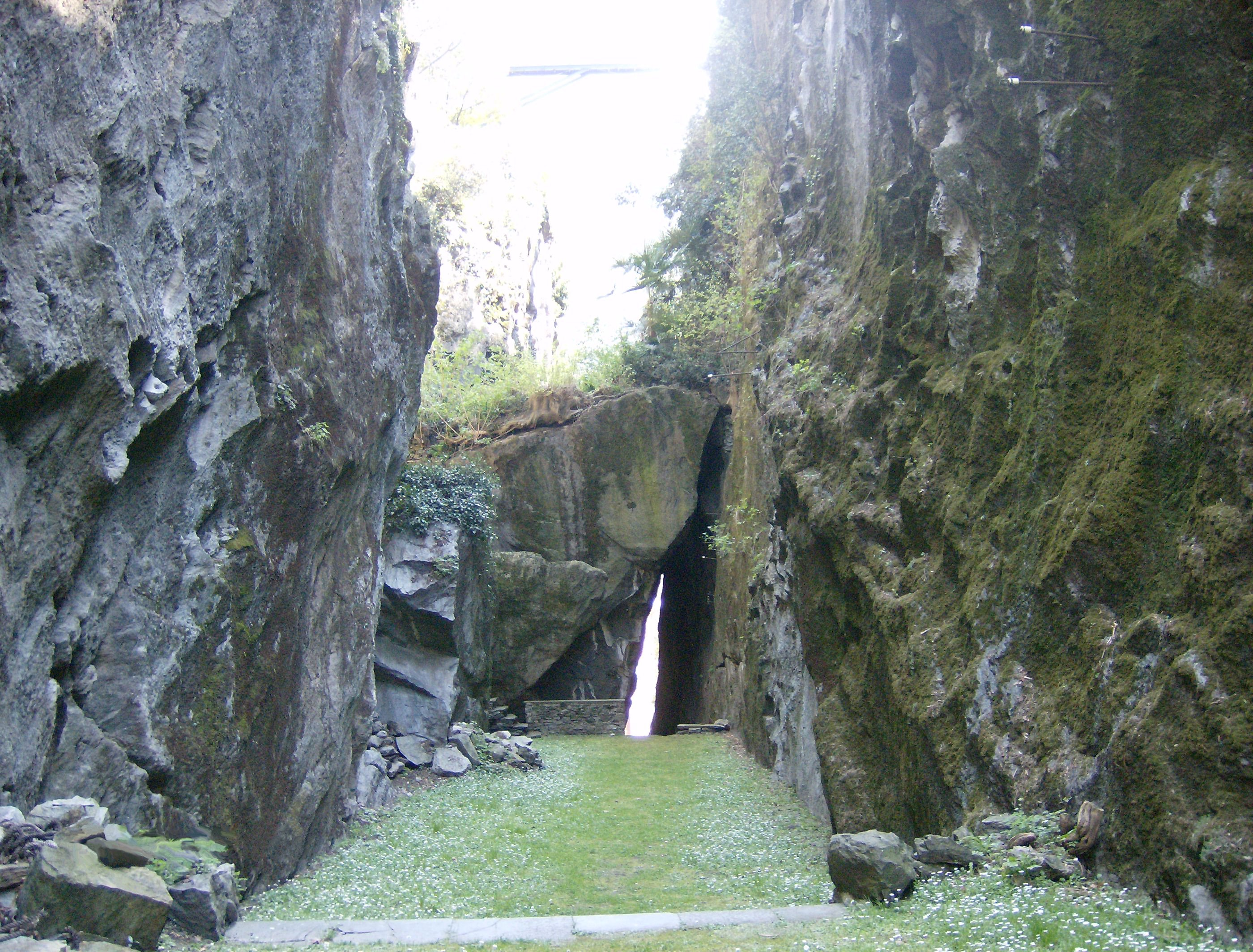
"Caurga" (antica cava di pietra ollare) nel Parco Paradiso